# Cercococcyx olivinus
El cuco colilargo oliváceo (Cercococcyx olivinus) es una especie de ave cuculiforme de la familia Cuculidae que vive en África. 

## Distribución
Se encuentra en Angola, Camerún, Costa de Marfil, Guinea Ecuatorial, Gabón, Ghana, Guinea, Liberia, Nigeria, República Centroafricana, República del Congo, República Democrática del Congo, Sierra Leona, Uganda y Zambia.